# Gare de Syracuse
Ne doit pas être confondu avec Gare de Syracuse (Italie).
La  gare de Syracuse (ou William F. Walsh Regional Transportation Center) est une gare ferroviaire des États-Unis située à Syracuse dans l'État de New York; elle est desservie par plusieurs lignes d'Amtrak.

## Histoire
Elle est construite en 1999. Elle remplace une station de bus dans le centre-ville ainsi qu'une gare Amtrak à East Syracuse.

## Service des voyageurs

### Desserte
Elle est desservie par des liaisons longue-distance Amtrak :
- L'Empire Service: Niagara Falls (NY) - New York
- Le Lakeshore Limited: Chicago - New York/Boston
- Le Maple Leaf: Toronto - New York